# Oreodytes picturatus
Oreodytes picturatus là một loài bọ cánh cứng trong họ Bọ nước. Loài này được Horn miêu tả khoa học năm 1883.